# Кулібаєва Динара Нурсултанівна
Динара Нурсултанівна Куліба́єва (каз. Динара Нұрсұлтанқызы Назарбаева нар. 19 серпня 1967 року, Темиртау, Карагандинська область, Казахська РСР, СССР) — найбагатша жінка Казахстану і четверта особа в Казахстані за рівнем статків, попри непублічність.

## Життєпис
Середня донька президента Республіки Казахстан, Назарбаєва Нурсултана Абішовича і Назарбаєвої Сари Алписовни. 
Динара Кулібаєва є акціонеркою Народного банку Казахстану. За версією журналу Forbes в 2017 р. її статки оцінюються в $ 2.2 млрд (№ 938 в світі і № 4 в Казахстані). 
Одружена із бізнесменом Тимуром Кулібаєвим, має сина і двох дочок. Її чоловік є третьою найбагатшою людиною в Казахстані та 973-м найбагатшим чоловіком у світі